# Parageron turkmenicus
Parageron turkmenicus is een vliegensoort uit de familie van de wolzwevers (Bombyliidae). De wetenschappelijke naam van de soort is voor het eerst geldig gepubliceerd in 1947 door Paramonov.